# Nogent-sur-Marne (quận)
Quận Nogent-sur-Marne là một quận của Pháp, nằm ở tỉnh Val-de-Marne, ở vùng Île-de-France. Quận này có 15 tổng và 14 xã.

## Đơn vị hành chính

### Tổng
Các tổng của quận Nogent-sur-Marne là: 
1. Bry-sur-Marne
2. Champigny-sur-Marne-Centre
3. Champigny-sur-Marne-Est
4. Champigny-sur-Marne-Ouest
5. Chennevières-sur-Marne
6. Fontenay-sous-Bois-Est
7. Fontenay-sous-Bois-Ouest
8. Joinville-le-Pont
9. Nogent-sur-Marne
10. Ormesson-sur-Marne
11. Le Perreux-sur-Marne
12. Saint-Mandé
13. Villiers-sur-Marne
14. Vincennes-Est
15. Vincennes-Ouest

### Xã
Các xã của quận Nogent-sur-Marne, và mã INSEE là: 
| 1. Bry-sur-Marne (94015)       | 2. Champigny-sur-Marne (94017) | 3. Chennevières-sur-Marne (94019) | 4. Fontenay-sous-Bois (94033) |
| 5. Joinville-le-Pont (94042)   | 6. La Queue-en-Brie (94060)    | 7. Le Perreux-sur-Marne (94058)   | 8. Le Plessis-Trévise (94059) |
| 9. Nogent-sur-Marne (94052)    | 10. Noiseau (94053)            | 11. Ormesson-sur-Marne (94055)    | 12. Saint-Mandé (94067)       |
| 13. Villiers-sur-Marne (94079) | 14. Vincennes (94080)          |                                   |                               |